# Astra 1E
O Astra 1E foi um satélite de comunicação geoestacionário europeu construído pela empresa Hughes. Ele esteve localizado na posição orbital de 24 graus de longitude leste, em órbita inclinada, e era operado pela SES Astra, divisão da SES. O satélite foi baseado na plataforma HS-601 e sua vida útil estimada era de 15 anos. O satélite saiu de serviço em junho de 2015 e foi enviado para a órbita cemitério.

## Lançamento
O satélite foi lançado com sucesso ao espaço no dia 19 de outubro de 1995, por meio de um veículo Ariane-42L H10-3, lançado a partir do Centro Espacial de Kourou na Guiana Francesa. Ele tinha uma massa de lançamento de 3.014 kg.

## Capacidade e cobertura
O Astra 1E era equipado com 24 transponders em banda Ku para fornecer programas de TV digital para a Europa.